# Demonización
La demonización o satanización es la técnica retórica e ideológica de desinformación o alteración de hechos y descripciones (próxima a la inversa sacralización, o al victimismo) que consiste tal y como lo define la RAE en «Atribuir a alguien o algo cualidades o intenciones en extremo perversas o diabólicas». Como por ejemplo, presentar a entidades políticas, étnicas, culturales o religiosas, etc, como fundamentalmente malas y nocivas, como forma de vindicarse positivamente respecto a esas entidades (llamar demonio al otro "diviniza" y hace tan indiscutible como Dios a quien lo hace) para justificarse, por omisión, un trato político, militar o social mejor, o atribuir maldad a lo que sencillamente es distinto, pero no peor o más malo, de lo que se cree o apoya.

## Descripción
Generalmente se recurre a sentimientos para manipular a quienes se convencen más con éstos que con razones, usando las más fáciles palancas de interés que en retórica se denominan pathos (sentimientos, pasiones) y ethos (admiración, modelos), más que las más minoritarias y difíciles del pensamiento o logos, ya que la mayor parte de la gente toma decisiones con los dos primeros criterios que con el último (según el sociólogo y matemático Wilfredo Pareto, solo la quinta parte o 20 % utiliza el criterio del logos). En la demonización, la influencia pública de un individuo o sector con un grado elevado de visibilidad y ethos —como el gobierno o los medios de comunicación de masas— se pone en juego para estimular una reacción de descrédito que elimine las restricciones morales o legales para actuar en detrimento del grupo demonizado. La demonización del otro transforma al demonizador en alguien tan indiscutible como Dios y disipa cualquier argumento lógico o razonable.
Desde la publicación del Malleus Maleficarum hasta nuestros días siguen apareciendo instrumentos discursivos inquisitoriales con la misma idéntica estructura que ese libro; siempre se trata de situaciones "de emergencia" y, como es una "formidable amenaza" que supone un "tremendo" riesgo nada menos que para los cimientos de toda nuestra cultura y la humanidad entera, se deben tomar medidas "extraordinarias" (esto es, crueles o incluso peores que lo que se denigra, si es que existe y no es solo un nombre o etiqueta de definición arbitraria) para combatirla, generalmente identificadas con un "enemigo exterior", para dejar a salvo y acorazar la impunidad del que pretende manipular convirtiéndose en el "divinizado" matador del demonio ideológico así creado. La apelación al pathos o emociones básicas negativas como el miedo y el temor en la supuesta emergencia (usada a veces por poderes reaccionarios para evitar la evolución social igualitaria, como explica el libro La doctrina del shock de Naomi Klein) es utilizada por el poder punitivo para eliminar cualquier obstáculo que se le presente generando los cimientos de un estado de paranoia e histeria colectiva, un sistema delirante o nube de propaganda que le permite al poder ejercerse sin frenos ni límites y eliminar a cualesquiera opositores. Toda persona que se oponga a ese poder punitivo será nombrada y acusada de cómplice del mal. Incluso será alienada, deshumanizada, animalizada o cosificada, en busca de una pureza o limpieza de cualquier tipo. Si alguien duda de que la acusada sea una bruja, es porque está también poseído por Satanás.
Cambiando su contenido de acuerdo a las épocas podemos observar como ese mismo discurso del poder punitivo descontrolado aparece en la Alemania del nazismo, en la España de la dictadura de Francisco Franco, en la Argentina del Proceso de Reorganización Nacional, en la Rusia del estalinismo, en la China del maoísmo, en la guerra contra el terrorismo de los Estados Unidos, en la masacre de la guerra de Croacia, en el genocidio camboyano, en el genocidio en Bosnia, en el Porraimos, en el Genocidio de Ruanda, en el genocidio congoleño y en casi todas las masacres históricas en los estados policiales donde el derecho jurídico y las garantías constitucionales se pierden.
En los casos más extremos se presenta a los miembros del grupo segregado como infrahumanos o inhumanos, como los judíos o los gitanos en la Alemania nazi; sin embargo, más frecuente es la simple presunción de culpabilidad, que lleva en la práctica a la restricción de los derechos civiles del grupo, aún sin un refrendo administrativo. La situación de los nativos de Oriente Medio en los Estados Unidos tras los atentados del 11 de septiembre de 2001, cuando fueron sometidos a controles policiales según su perfil étnico, es un ejemplo típico de este segundo caso. Otras circunstancias de este tipo han sido las distintas guerras contra el indio en toda América ("el mejor indio es el indio muerto" y la doctrina del Destino manifiesto), la retórica anticomunista de los años 50 y 60, o la persistente segregación de los norteafricanos en los países de la cuenca mediterránea.
El procedimiento es muy antiguo, y han recurrido a él frecuentemente historiadores poco imparciales, siempre asociados al poder, tengan la ideología que tengan. Véase por ejemplo lo que escribe el cronista real Pero Mexía sobre el levantamiento comunero contra Carlos V: 

Dos años y medio había, y aún no cabales, que el Emperador había venido a estos reinos y gobernándolos por su persona y presencia, y los tenía en mucha tranquilidad, paz e justicia, cuando el demonio, sembrador de cizañas, comenzó a alterar los pensamientos y las voluntades de algunos pueblos y gentes; de tal manera que se levantaron después tempestades, alborotos y sediciones...

Mexía, que poco después machaca «como digo, todo esto fue obra del demonio» arrebata, demonizando a los Comuneros, las causas, más lógicas que infernales, que tenían para alzarse. Se presta especialmente a la demonización el tema del patriotismo en boca de “salvapatrias”, a causa del pathos y ethos retóricos que impregnan determinados temas, y que emanan de lo que Léon Poliakov estudió como expresión colectiva de una necesidad paranoica de grandificar o magnificar al padre para divinizar al hijo.
La demonización, en estos casos, es una de las formas en que se expresan y propagan las convicciones racistas o xenófobas de una sociedad, en la que los más numerosos homogéneos de la masa señalan con más facilidad a los pocos elementos heterogéneos, indudablemente más visibles, como responsables de no ser lo que ellos son, de ocultar lo que son en realidad. Las circunstancias producidas por la globalización de finales del siglo XX, con tasas relativamente elevadas de migración internacional unidas a una situación de relativo estancamiento económico y de degradación y miseria educativa, han influido en una intensificación de las diferentes formas de demonización y estigmatización. Sectores críticos han destacado que, tras los argumentos nominalmente éticos o culturales que conforman la argumentación estereotipada de la demonización, se esconden probablemente intereses económicos, como los de la explotación colonial. La Neorretórica concluye que se trata de un procedimiento más para influir a aquella parte del auditorio, siempre más amplia que la otra, que se convence más con sentimientos que con razones.

## Uso del término en las religiones
En el contexto religioso la demonización es la reinterpretación de deidades, comúnmente de panteones politeístas, como el mal o demonios de otras religiones, en general monoteístas y henoteístas.
En lugar de negar del todo la existencia del panteón de otra religión, los proselitistas manifiestan que aquellos dioses no son dignos de adoración debido a que en realidad son demonios que tratan de engañar a sus seguidores. La demonización está estrechamente asociada con el cristianismo misionero que trata de convertir paganos, aunque el judaísmo, el islam y otras religiones han tenido prácticas similares y estas mismas también han sido demonizadas, tanto por elementos dentro de sus religiones como por otras creencias.